# Кормеј (Ер)
Кормеј (фр. Cormeilles) насеље је и општина у северној Француској у региону Горња Нормандија, у департману Ер која припада префектури Берне.
По подацима из 2011. године у општини је живело 1160 становника, а густина насељености је износила 380,33 становника/km². Општина се простире на површини од 3,05 km². Налази се на средњој надморској висини од 67 метара (максималној 151 m, а минималној 59 m).

## Демографија
| 1962. | 1968. | 1975. | 1982. | 1990. | 1999. | 2011. |
| ----- | ----- | ----- | ----- | ----- | ----- | ----- |
| 1.077 | 1.143 | 1.140 | 1.129 | 1.069 | 1.191 | 1.160 |

График промене броја становника у току последњих година